# Rawsonia lucida
Rawsonia lucida är en tvåhjärtbladig växtart som beskrevs av William Henry Harvey och Sond.. Rawsonia lucida ingår i släktet Rawsonia och familjen Achariaceae. Inga underarter finns listade i Catalogue of Life.

## Bildgalleri

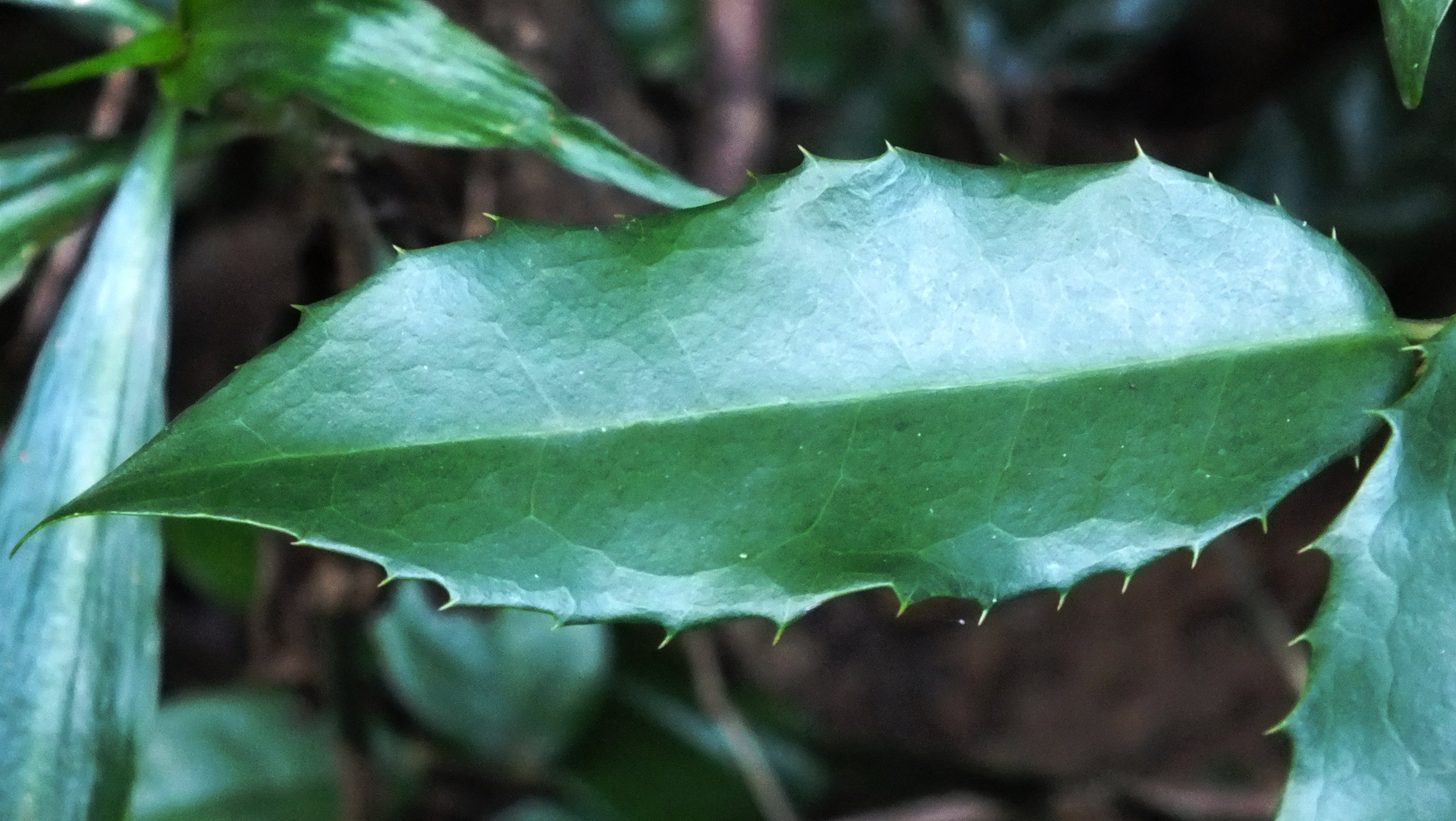
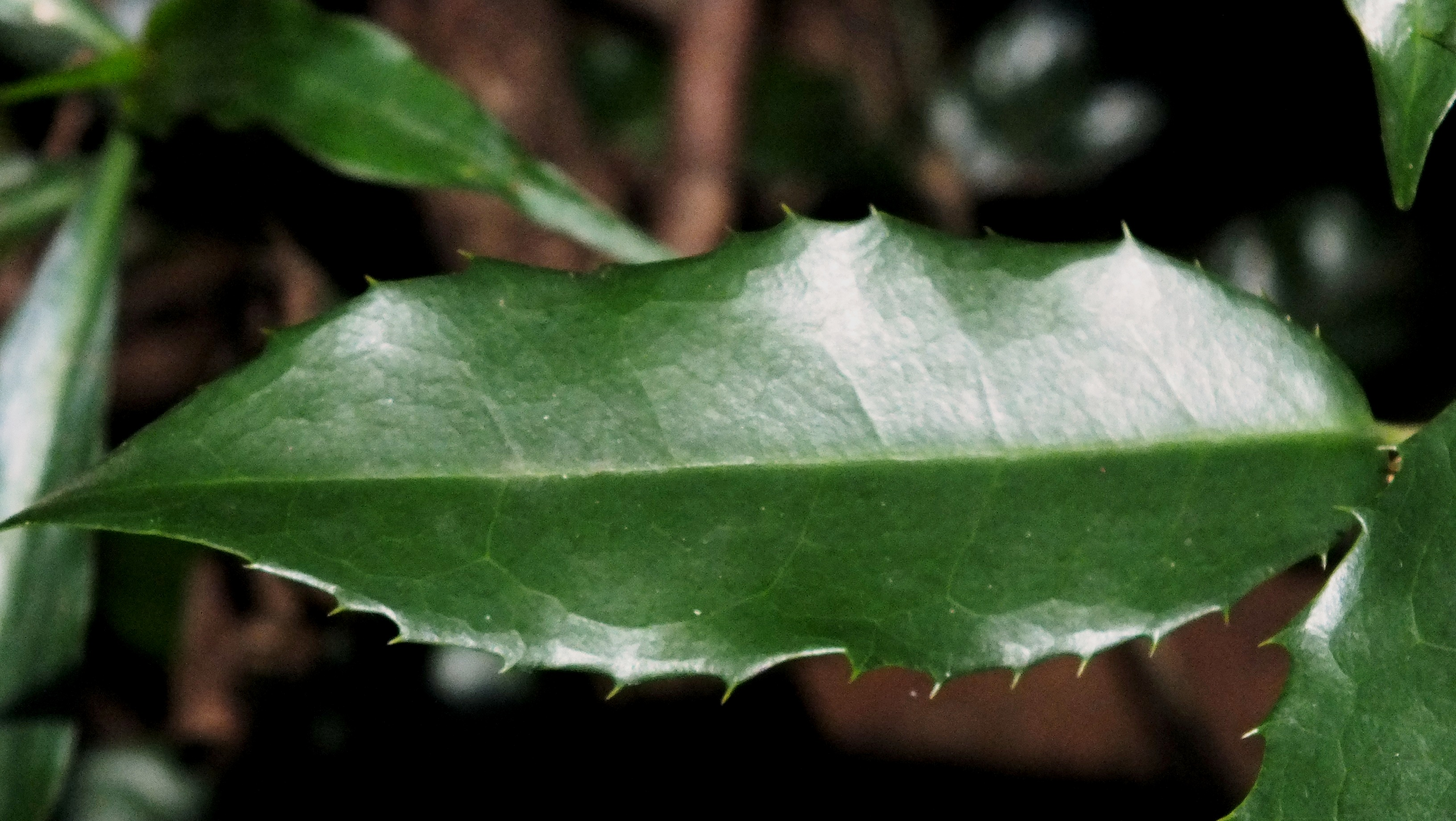
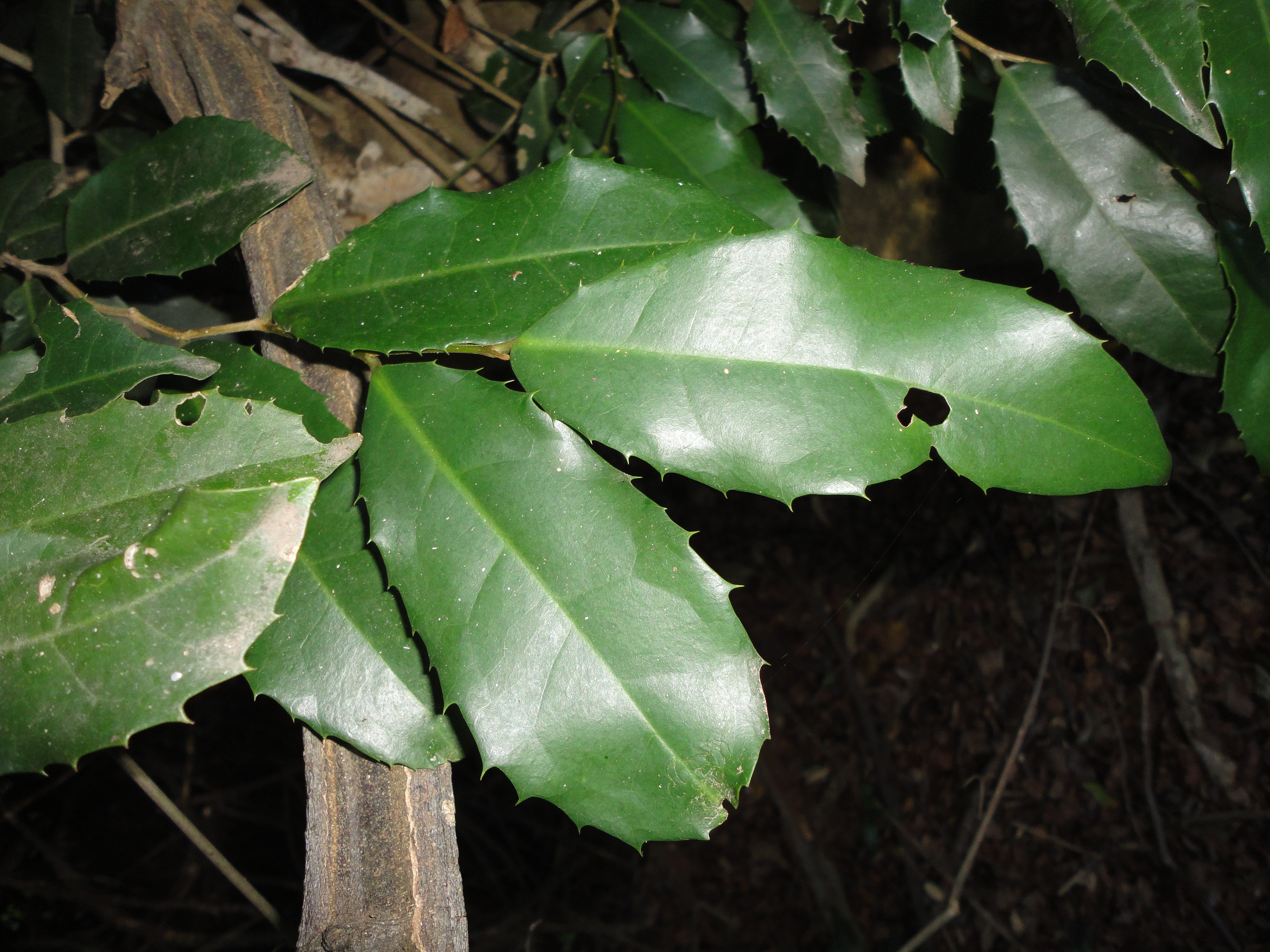